# Neurofarmacologia
Neurofarmacologia é a disciplina científica que se dedica ao estudo minucioso dos efeitos das substâncias químicas no sistema nervoso, bem como aos mecanismos neurais subjacentes que influenciam o comportamento humano. Esta área de pesquisa abrange duas vertentes fundamentais: a neurofarmacologia comportamental e a neurofarmacologia molecular. A neurofarmacologia comportamental se concentra na análise dos impactos das drogas sobre o comportamento humano, explorando campos como a neuropsicofarmacologia. Dentro desse âmbito, investiga-se também como a dependência química e o vício em substâncias afetam o funcionamento do cérebro humano. Por sua vez, a neurofarmacologia molecular se dedica ao estudo dos neurônios e suas complexas interações neuroquímicas. O objetivo primordial desse ramo é o desenvolvimento de fármacos que possuam efeitos benéficos sobre o sistema nervoso, visando melhorar a função neurológica e a qualidade de vida dos indivíduos. Ambos os campos da neurofarmacologia estão intrinsecamente interligados, uma vez que compartilham o objetivo de compreender as intricadas interações entre neurotransmissores, neuropeptídeos, neurohormônios, neuromoduladores, enzimas, segundos mensageiros, co-transportadores, canais iônicos e proteínas receptoras nos sistemas nervoso central e periférico. A partir dessas pesquisas, os cientistas têm desenvolvido uma ampla variedade de fármacos destinados ao tratamento de diversas condições neurológicas, tais como dor crônica, doenças neurodegenerativas (como Parkinson e Alzheimer), transtornos psicológicos, dependência química, entre outras patologias que afetam o sistema nervoso.

## História
A neurofarmacologia emergiu como um campo científico no início do século 20, quando os cientistas adquiriram uma compreensão básica do sistema nervoso e dos processos de comunicação entre os nervos. Antes dessa revelação, havia o reconhecimento de substâncias que exerciam algum tipo de influência sobre o sistema nervoso. Na década de 1930, cientistas franceses começaram a investigar um composto conhecido como fenotiazina, inicialmente com o objetivo de desenvolver um medicamento para tratar a malária. Embora o composto tenha mostrado pouca eficácia no tratamento da malária, foi observado que possuía efeitos sedativos, além de aparentemente beneficiar pacientes com doença de Parkinson.
Nesse período, prevalecia o método de "caixa-preta", no qual os pesquisadores administravam um medicamento e observavam a resposta do paciente, sem compreender completamente a relação entre a ação do medicamento e a resposta observada. No entanto, no final dos anos 1940 e início dos anos 1950, os cientistas começaram a identificar neurotransmissores específicos, como a noradrenalina (envolvida na regulação do sistema cardiovascular), dopamina (associada à função motora e à doença de Parkinson) e serotonina (associada ao humor e à depressão). Além disso, avanços tecnológicos, como a invenção da pinça de tensão em 1949, possibilitaram o estudo dos canais iônicos e do potencial de ação do nervo.
Esses marcos históricos na neurofarmacologia permitiram aos cientistas não apenas investigar como a informação é transmitida entre os neurônios, mas também compreender como os neurônios processam essa informação internamente. O desenvolvimento dessas técnicas e descobertas transformou a neurofarmacologia em uma disciplina científica robusta, fornecendo insights cruciais sobre o funcionamento do sistema nervoso e abrindo caminho para o desenvolvimento de novos medicamentos e tratamentos neurológicos.

## Visão geral

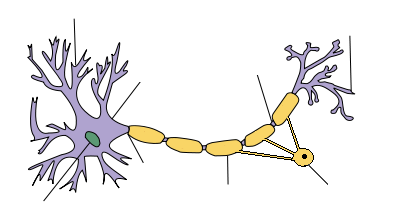
Marcação de diferentes partes de um neurônio

A neurofarmacologia abrange uma vasta área da ciência, abordando diversos aspectos do sistema nervoso, desde a manipulação de neurônios individuais até regiões inteiras do cérebro, medula espinhal e nervos periféricos. Para compreender adequadamente os fundamentos por trás do desenvolvimento de medicamentos, é essencial compreender o processo de comunicação entre os neurônios. A comunicação entre os neurônios ocorre por meio de sinais químicos chamados neurotransmissores, que são liberados por um neurônio e recebidos por outro em uma região específica chamada sinapse. Esses neurotransmissores se ligam a receptores na membrana celular do neurônio receptor, desencadeando uma série de eventos bioquímicos que podem resultar na excitação ou inibição desse neurônio.

Diversos neurotransmissores estão envolvidos nesse processo, cada um com funções específicas. Por exemplo, a dopamina está associada a funções motoras, recompensa e prazer, enquanto a serotonina está relacionada ao humor, sono e regulação do apetite. A neurofarmacologia investiga como diferentes drogas e substâncias químicas podem modular a atividade dos neurotransmissores e, assim, afetar o funcionamento do sistema nervoso. Isso inclui o desenvolvimento de medicamentos para tratar uma ampla gama de distúrbios neurológicos e psiquiátricos, como depressão, ansiedade, esquizofrenia, doença de Alzheimer, Parkinson e Epilepsia. Além disso, a neurofarmacologia também estuda os mecanismos de ação dessas drogas, bem como os efeitos colaterais e interações potenciais com outros medicamentos. Ao compreender melhor esses processos, os cientistas podem desenvolver terapias mais eficazes e seguras para o tratamento de doenças do sistema nervoso.